# 二穴同時挿入

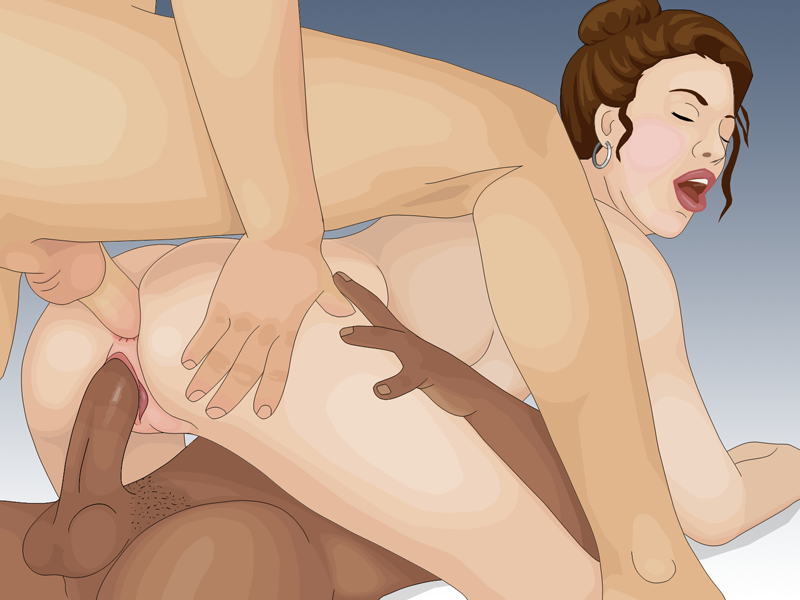
DPセックス

二穴同時挿入（にけつ どうじそうにゅう）、DPセックス(英語: double penetration, 英語発音: ダブルペネトレーション)とは、2人の男性が1人の女性の膣と肛門にそれぞれ陰茎を同時挿入する、男女3人での性行為のことである。

## 沿革

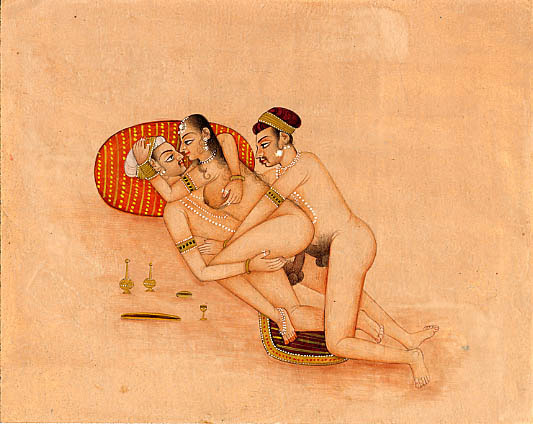
カーマ・スートラにおける二穴同時挿入

二穴同時挿入の表現は、カーマ・スートラだけでなく、多くのローマのエロティックなオブジェに描かれている。史上初の二重挿入の映像化は、1970年、ラッセ・ブラウン(Lasse Braun)監督の映画「Delphia the Greek」である。